# Гросаффольтерн
Гросаффольтерн (нем. Grossaffoltern) — коммуна в Швейцарии, в кантоне Берн. 
Входит в состав округа Арберг. Население составляет 2837 человек (на 1 января 2007 года). Официальный код — 0303.